# Mathias Rust

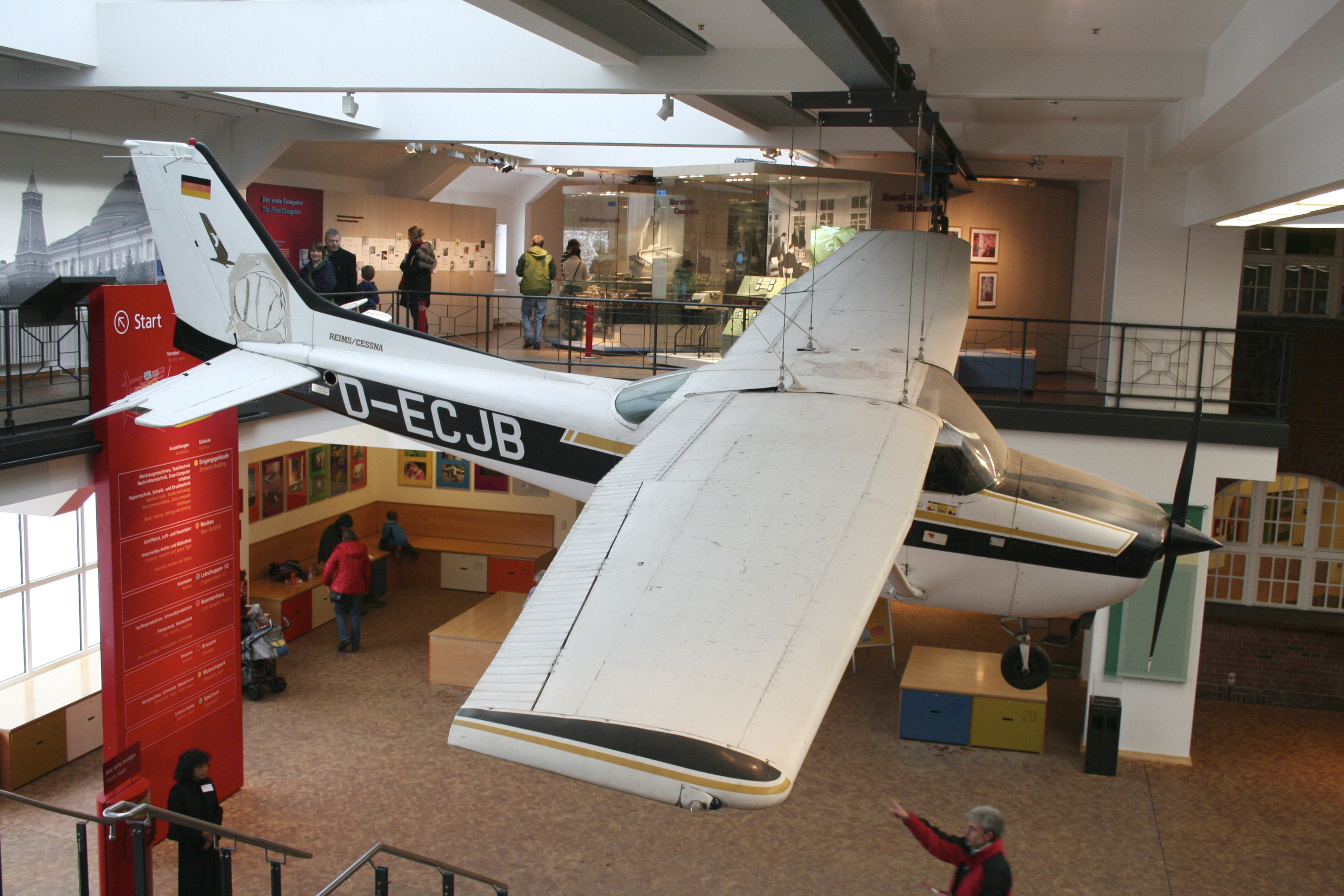
Chiếc Cessna 172 Skyhawk II "D-ECJB" mà Mathias Rust đã lái trong Bảo tàng Kỹ thuật Đức ở Berlin (Deutsches Technikmuseum Berlin).

Mathias Rust (sinh ngày 01/06/1968 tại Wedel) là một phi công nghiệp dư người Đức, nổi tiếng khi ông ở tuổi 18  đã lái chiếc máy bay loại Cessna 172 P  ngày 28 tháng 5 năm 1987 xâm nhập không phận Liên Xô cũ, vượt qua hơn ngàn cây số không bị ngăn chặn, và hạ cánh thành công ở cạnh Quảng trường Đỏ tại thủ đô Moskva của Liên Xô .
Điểm hạ cánh là quảng trường Dốc Vasilevsky (tiếng Nga: Площадь Васильевский Спуск) gần sát Nhà thờ thánh Vasily (Храм Василия Блаженного) .
Chuyến bay của Rust xuyên qua một hệ thống phòng không vốn được cho là bất khả xâm phạm, hạ cánh ở vùng cấm bay và là trái tim, biểu tượng tinh thần của đất nước Liên Xô, đã có tác động rất lớn đến quốc phòng của nước này. Nó dẫn đến nhiều quan chức cấp cao bị sa thải, trong đó có Bộ trưởng Bộ Quốc phòng Nguyên soái Sergei Sokolov, Tư lệnh Không quân Liên Xô phi công hạng ace cựu chiến binh Thế chiến 2 Nguyên soái Alexander Koldunov. Vụ việc đã hỗ trợ Mikhail Gorbachev thực hiện cuộc cải cách perestroika, cho phép ông ta loại bỏ nhiều quan chức quân sự có quan điểm trái ngược với ông ta .

## Đào tạo
Mathias Rust theo học Trường Trung học thực hành Ernst-Barlach (tiếng Đức: Ernst-Barlach-Realschule) ở Wedel. Sau đó Rust hoàn thành khóa học tại Câu lạc bộ Hàng không Hamburg với 40 giờ bay quy định, từ tháng 9/1985 đến tháng 8/1986, và nhận được Chứng chỉ bay với kết quả tốt nghiệp là hoàn hảo .

Hành trình bay ước đoán

## Tiến trình chuyến bay và hạ cánh
Rust thuê máy bay hạng nhẹ Cessna 172 P từ một hiệp hội thể thao hàng không Hamburg  cho một "chuyến bay qua Biển Bắc"  và xuất phát tại Hamburg-Fuhlsbüttel. Tại điểm dừng nghỉ ở sân bay Uetersen gần Hamburg, Rust dỡ các ghế sau trong số bốn chỗ, lắp thùng dầu phụ, và khởi hành ngày 13/05/1987 tới quần đảo Faroe. Những ngày sau Rust bay tới Keflavik (Iceland), gần Reykjavik, nơi vào năm 1986 đã diễn ra cuộc gặp thất bại giữa Ronald Reagan và Mikhail Gorbachev. Sau đó, Rust bay qua Bergen (Na Uy) đến Phần Lan, và ngày 25/05/1987 hạ cánh ở sân bay Helsinki-Malmi .
Ngày 28/05/1987, đúng vào "ngày Chiến sĩ Biên phòng" Liên Xô (День пограничника, bắt đầu từ 28/05/1918), Rust khởi hành với báo cáo cho Điều khiển không lưu Phần Lan là đi Stockholm, cất cánh 12:21 giờ Đông Âu. Tuy nhiên sau một số liên lạc với điều khiển không lưu thì Rust chuyển bay về hướng đông, hạ độ cao bay ở 200 m và tắt máy liên lạc. Điều khiển không lưu Phần Lan cố gắng liên lạc để tránh đi vào tuyến hàng không Helsinki - Moskva nhộn nhịp nhưng không thành . Radar không lưu mất dấu Rust ở gần Espoo . Giới chức Phần Lan đã phát lệnh khẩn cấp và tổ chức truy tìm nơi cho là xảy ra sự cố, trong đó Biên phòng Phần Lan phát hiện vết dầu gần nơi mất liên lạc (sau này không rõ nguyên nhân xuất hiện vết dầu).
Trong khi đó Rust bay qua biên giới Phần Lan - Liên Xô hướng đến Leningrad, và từ đó bay dọc tuyến đường sắt đến Moskva. Lúc 14:29 Rust bị Lực lượng tên lửa phòng không Liên Xô (PWO) phát hiện, không trả lời tín hiệu truy vấn nhận dạng bạn thù IFF (Identification friend or foe), nhưng không có lệnh khai hỏa được trực tiếp phát ra, do có chuyện nhiều chuyến bay trả lời sai hoặc không trả lời IFF. Trên truyền hình cho thấy máy bay chiến đấu MiG-23 đã bay song song với chiếc Cessna, nhưng không có quyết định nào được thực hiện. Một lý do khác, là ở vùng Torzhok (tiếng Nga: Торжо́к) tỉnh Tver đang bận rộn với vụ rơi máy bay ngày hôm trước, nên chiếc Cessna không bị chú ý và còn bị nhầm là Yakovlev Yak-12 .
Cuối cùng sau khoảng 5,5 giờ bay Rust tới Moskva lúc 18:15, lượn nhiều vòng trên Quảng trường Đỏ và điện Kremlin tìm nơi đáp . Đến 18:40 Rust đã đáp xuống bến trolleybus, lăn bánh 100 m và dừng ở quảng trường Dốc Vasilevsky gần Nhà thờ thánh Vasily (Храм Василия Блаженного). Một may mắn cho Rust là hôm đó đường dây điện của trolleybus được tháo dỡ bảo dưỡng và sau đó 2 ngày mới lắp lại .
Sau hạ cánh một số người đến hỏi chuyện Rust, trong đó có cả cảnh sát Liên Xô, bày tỏ ngạc nhiên khi biết Rust đến từ CHLB Đức. Rust cho biết ông hành động vì "hòa bình thế giới" và "sự hiểu biết giữa hai dân tộc chúng ta" , và mặt khác chuyến bay thực hiện cũng là để "cho vui" (tiếng Đức: zum Spaß) . Hai tiếng sau đó mới xuất hiện các quân nhân đến bắt giữ Rust .
Sự kiện được một du khách là bác sĩ người Anh ghi video, gồm cảnh lượn vòng, hạ cánh, nói chuyện, và người này dừng quay khi có nhóm quân nhân rảo bước đến. Tối hôm đó đoạn video được lên sóng các đài truyền hình Âu - Mỹ như một Breaking news hiếm lạ .
Theo báo chí phương tây như tuần báo Bunte (Sắc màu) thì trên đường bay có thể Rust đã hạ cánh tạm nghỉ đâu đó, thay đổi quần áo sang màu cam sáng dễ nhận biết (xem ảnh ở trang enwiki Mathias Rust). Dường như ban đầu Rust dự định hạ cánh bên trong cấm thành Kremli, nhưng sau đó lo ngại sự kiện sẽ bị an ninh Liên Xô giấu kín, nên đã chuyển sang hạ cánh ở Quảng trường Đỏ, và đã phải đợi bắt giữ hơi lâu .

## Bắt giữ và bỏ tù
Rust bị bắt và chuyển tới KGB. Ngày 02/09/1987 Tòa án Tối cao Liên Xô xét xử Rust, và ngày 04/09 kết án 4 năm tù giam về hành vi nhập cảnh bất hợp pháp, vi phạm quy tắc giao thông hàng không quốc tế, và có tính côn đồ nặng (rowdytum) do việc hạ cánh trên cầu có thể làm bị thương người .
Sau khi thụ án tù 14 tháng (432 ngày) trong nhà tù Lefortovo ở Moskva, ngày 03/08/1988 Rust được thả theo lệnh ân xá thiện chí của Chủ tịch Đoàn Chủ tịch Xô viết Tối cao Liên Xô Andrei Gromyko, và trục xuất trở về CHLB Đức .

## Trở về Đức
Chuyến trở về của Rust được giới truyền thông đồ sộ chú ý, nhưng ông giữ im lặng. Sau đó gia đình ông đã bán bản quyền độc quyền về câu chuyện cho tạp chí Stern ở Đức với giá 100.000 DM. Ông thông báo rằng ông đã được đối xử tốt trong nhà tù của Liên Xô. Các nhà báo thì mô tả ông là "tâm lý không ổn định và nguy cơ hành vi nguy hại" (psychologically unstable and unworldly in a dangerous manner) . Rust bị tước giấy phép lái máy bay, và kiếm sống bằng nhiều nghề ở nhiều nước .
Năm 1989 trong khi làm dịch vụ cộng đồng bắt buộc (tiếng Đức: Zivildienst) tại một bệnh viện ở Tây Đức, Rust đã đánh một nữ đồng nghiệp gây thương tích nặng, người đã từ chối để ông ta ôm hôn . Ông bị kết tội ngộ sát bất thành và kết án hai năm rưỡi tù giam, nhưng được thả sau 15 tháng . Từ đó, ông đã sống một cuộc sống bị phân mảnh (fragmented life), mô tả mình là một "chút của một kẻ lập dị" .
Năm 1996 Rust chuyển sang Ấn Độ giáo, do cuốn hút bởi cô con gái của một thương gia chè Ấn Độ . Năm 2001 ông bị kết tội ăn cắp một cái áo thun cashmere và buộc trả tiền phạt của 10.000 DM, sau đó được giảm đến 600 DM . Rồi đến năm 2005 ông bị kết tội gian lận và đã phải trả 1.500 € cho hàng hóa bị đánh cắp .
Năm 2007, nhân 20 năm sau chuyến bay, Gabriele Denecke ở đài truyền hình ARD làm một phim tài liệu, còn Ed Stuhler cho ra một cuốn sách về hậu quả lịch sử của chuyến bay. Cả hai đã phỏng vấn Mathias Rust, sau đó là cựu Ngoại trưởng Eduard Shevardnadze, Hans-Dietrich Genscher, giám đốc Cơ quan tình báo Liên bang Đức (BND) Hans-Georg Wieck và một số quân nhân của Liên Xô cũ .
Năm 2009 Rust nói mình là một người chơi poker chuyên nghiệp. Năm 2012 Rust mô tả mình là một nhà phân tích của một ngân hàng đầu tư có trụ sở ở Zurich .
Cũng năm 2012 nhân kỷ niệm 25 năm chuyến bay Rust cho ra Hồi ký .

### Hoạt động vì hòa bình
Tháng 10/2015 nhân kỷ niệm 25 năm tái thống nhất nước Đức tờ The Hindu công bố cuộc phỏng vấn Mathias Rust. Rust phỏng đoán rằng thể chế ở các nước phương Tây thất bại trong bảo vệ các tiêu chuẩn đạo đức và phát huy tính ưu việt của những lý tưởng dân chủ, đã tạo ra sự mất lòng tin giữa các dân tộc và các chính phủ. Chỉ vào căn nguyên của một cuộc Chiến tranh lạnh mới giữa Nga và các cường quốc phương Tây, Mathias Rust cho rằng Ấn Độ nên bước đi thận trọng và tránh sự rắc rối: "Ấn Độ sẽ phục vụ tốt hơn nếu theo đuổi chính sách trung lập trong khi tương tác với các nước thành viên EU cũng như cường quốc châu Âu hiện nay đang theo đuổi không điều kiện chính sách đối ngoại của Mỹ". Rust đã hướng sự chú ý đến "casus belli" nuôi dưỡng chủ nghĩa hoài nghi châu Âu (Euroscepticism): "Chính phủ bị chi phối bởi các tổ chức doanh nghiệp và người dân đã không còn quan trọng trong chính sách công" .

## Số phận chiếc Cessna 172 P
Chiếc Cessna "F 172 P Skyhawk II" số đăng ký D-ECJB, được sản xuất theo giấy phép của hãng Hàng không Reims. Sau khi Rust bay và bị giữ ở Liên Xô, máy bay đã được một công ty mỹ phẩm ở München mua với giá ước tính gấp đôi giá trị, và ngày 19/10/1987 được đưa trở về Đức . Sau đó nó được bán cho một câu lạc bộ Nhật Bản và được đặt ngoài trời trong một công viên giải trí ở Utsunomiya ngoại ô Tokyo .
Tháng 10/2008, chiếc Cessna đã trở lại Berlin và được khôi phục. Ngày 28/05/2009 nó được trưng bày ở Bảo tàng Kỹ thuật Đức ở Berlin (Deutsches Technikmuseum Berlin) như một vật trưng bày vĩnh viễn. Nó cũng là một phần trong dự án triển lãm lâu dài có tựa đề "Bay qua Bức màn sắt" .

## Những vụ tương tự
Chuyến bay của Rust không phải là chuyến xâm nhập trái phép không phận đầu tiên và cuối cùng. Một số chuyến xâm nhập đã được ghi nhận.

### Máy bay Đức Junkers 52 xâm nhập Liên Xô, 1941
Ngày 15/05/1941 máy bay Đức Junkers 52 xâm nhập không phận của Liên Xô, bay dọc theo tuyến đường Bialystok - Minsk - Smolensk không bị phát hiện, hạ cánh tại sân bay ở trung tâm Moskva gần sân vận động Dynamo Moskva, theo hồi ký của Trung tướng P. Sudoplatov .

### Tai nạn MiG-23 của Liên Xô ở Bỉ, 1989
Ngày 04/07/1989 một chiếc MiG-23m của Không quân Liên Xô mất kiểm soát và phi công rời khỏi máy bay, đã bay khoảng 900 km qua lãnh thổ Ba Lan, Đông Đức, Tây Đức, Hà Lan, Bỉ. Nó rơi vào một ngôi nhà gần biên giới Bỉ - Pháp, làm chết người con trai 18 tuổi của một nông dân địa phương, và Chính phủ Liên Xô đã phải bồi thường gần 700 ngàn dollar cho gia đình ông ta. Tuy nhiên đây là vụ "xuyên thủng một hệ thống phòng không quốc gia" do sự cố mà không phải là chủ tâm .

### Frank Eugene Corder xâm nhập Nhà Trắng, 1994
Ngày 12/09/1994 Frank Eugene Corder một lái xe tải đã lấy trộm chiếc Cessna 150, từ phi trường Aldino ở Maryland, được cho là trong tình trạng say rượu nặng, cố gắng xâm nhập Nhà Trắng ở Washington. Tuy nhiên lức 1:49 sáng máy bay đâm vào Bãi cỏ Nam (South Lawn), còn phi công thì chết .

## Trong văn hóa đại chúng
Chuyến bay của Rust dường như là một cú đấm vào chính quyền Liên Xô, nên đã trở thành nguồn cho nhiều chuyện cười và truyền thuyết thành thị. Người dân Moskva đã gọi châm biếm Quảng trường Đỏ là "phi trường Sheremetyevo-3" . Nhiều tác gia Liên Xô đã sáng tác thơ văn và bài hát về chủ đề này. Igor Irtenev (Иртеньев Игорь Моисеевич) viết bài thơ "Ероплан летит германский..." (tạm dịch Người Đức bay máy bay Euro) . Yevgeny Yevtushenko thể hiện ấn tượng của ông về sự kiện trong bài thơ "Koala Nga" (Русские коалы) rằng "...Нахальный аэрокурёнок чуть Кремль не сшиб — всё оттого, что был прошляплен он спросонок коалами из ПВО." (chưa dịch được).
Tại Tây Đức ban nhạc Modern Trouble ra mắt bài hát "Bay đến Moskva" (Fly to Moscow) và đạt vị trí 57 trong bảng xếp hạng của Đức năm 1987 .
Ngay sau khi vụ việc xảy ra, SubLogic, nhà xuất bản ban đầu của phần mềm mô phỏng chuyến bay (Flight Simulator), đã phát hành đĩa cảnh của phần mềm được mở rộng bao trùm cả khối Xô viết. Gói mở rộng của nó đã cập nhật chuyến bay của Rust đến Quảng trường Đỏ .
Tại Hamburg Studio tập thể Braun đã làm tiểu phẩm "Rust - một Đấng Cứu thế Đức" công diễn ngày 21/10/2010 tại Nhà hát Đức ở Hamburg (Deutsches Schauspielhaus) .

## Chỉ dẫn
1. ↑  Tài liệu của Đức thì viết điểm hạ cánh ở bến xe buýt cạnh đường dẫn phía bắc của cầu Sông Moskva Lớn (tiếng Nga: Большой Москворецкий мост). Nhiều tư liệu viết gọn là "hạ cánh ở Quảng trường Đỏ". Xem Vị trí trên Google Maps.